# جون هارتمان
جون هارتمان (بالإنجليزية: John Hartman)‏ هو موسيقي أمريكي، ولد في 18 مارس 1950 في فولز تشيرش في الولايات المتحدة.

## وصلات خارجية
- جون هارتمان على موقع IMDb (الإنجليزية)
- جون هارتمان على موقع ميوزك برينز (الإنجليزية)
- جون هارتمان على موقع ديسكوغز (الإنجليزية)